# Fair Catch

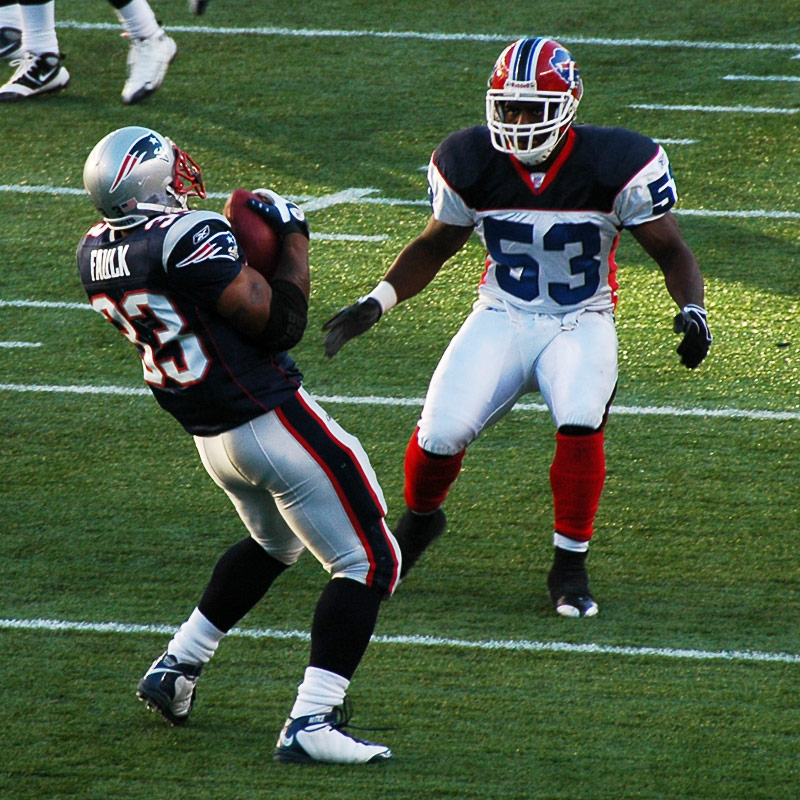
Kevin Faulk beim Fair Catch eines Punts im November 2008

Der Fair Catch ist eine Spielsituation im American Football, bei der ein Spieler den Ball fangen darf, ohne dabei gestört zu werden. Der Spieler des Receiving Teams darf dabei, nach Winken über Kopfhöhe, einen Punt oder Kickoff aus der Luft fangen, ohne von den Gegenspielern gestört zu werden. Sie dürfen ihn auch nach dem Fangen nicht tacklen und der Spielzug endet an der Stelle, wo der Ball gefangen wurde.

## Ablauf
Um einen Fair Catch zu beanspruchen, muss der Spieler des Receiving Teams mit einem Arm deutlich über Kopfhöhe winken. Wird der fangende Spieler nach erfolgtem Signal und während der Ballannahme vom Kicking Team angegriffen, so wird dies als Personal Foul („kick catch interference“) gegen den Angreifer gewertet. Berührt der Fänger den Ball nur, ohne ihn unter Kontrolle bringen zu können, dann ist dies ein Muff, und der Ball bleibt (Kickoff) bzw. wird (Punt) frei und kann von Spielern beider Teams erobert werden.
Hat der Fänger den Fair Catch erfolgreich ausgeführt, kann er keinen Raumgewinn mehr erzielen, da der Spielzug mit dem Fangen des Balles endet.

## Fair Catch Kick
Nach einem Fair Catch hat das Receiving Team die Option, den Football von der Fangstelle aus zu einem Field Goal zu nutzen („After a fair catch, the receiving team has the option to put the ball in play by a snap or a fair catch kick (field goal attempt)“). Da Fair Catches nur nach Kickoffs und Punts möglich sind, ist der Abstand zum gegnerischen Goal meist zu groß. Und wenn er nicht zu groß ist, aber noch etwas Zeit bis zur Halbzeit oder dem Ende des Spiels übrig ist, wird auch nicht gekickt, sondern gesnappt und versucht, etwas näher an das Tor zu kommen, um bei auslaufender Zeit ein Fieldgoal zu versuchen. In der Geschichte der National Football League (NFL) gab es deshalb selten einen Fair Catch Kick und nur sechs davon waren erfolgreich, der letzte am 19. Dezember 2024 aus 57 Yards Entfernung durch die Los Angeles Chargers gegen die Denver Broncos bei einem Untimed Down nach einer Strafe wegen Fair Catch Interference am Ende der ersten Halbzeit.

## Ursprünge
In den Anfängen des Fußballs, als sich dieser vom Rugby trennte, war es erlaubt, den Ball mit der Hand in der Luft zu fangen und auf den Boden zu legen (Fair Catch). Erst dann musste der Ball mit den Füßen gespielt werden.
Diese Regel war in den ersten verbindlichen Fußballregeln von 1848, den Sheffield-Regeln, enthalten und wurde erst 1871 abgeschafft. Von da an durfte nur noch der Torwart Hand an den Ball legen, allerdings noch in der gesamten eigenen Spielhälfte, die Beschränkung auf den eigenen Strafraum fand erst 1912 statt.